# Creede
Creede település az Amerikai Egyesült Államok Colorado államában, Mineral megyében, melynek megyeszékhelye is. Lakosainak száma 257 fő (2020. április 1.).

## Népesség
A település népességének változása:

| 2010 | 290 |
| 2020 | 257 |